# 1. Klasse Magdeburg-Anhalt 1941/42
Die 1. Klasse Magdeburg-Anhalt 1941/42 war die neunte Spielzeit, der seit 1933 als Unterbau zur Gauliga Mitte (VI) fungierenden zweitklassigen Bezirksklasse Magdeburg-Anhalt. Wieder mit 10 Vereinen spielend, normalisierte sich der Spielbetrieb wieder etwas, obwohl das gesamte Stimmungsbild zweifellos weiterhin von den politisch stark hemmenden Verhältnissen geprägt war. Zum dritten Male innerhalb der letzten vier Jahre, sicherte sich der FV Fortuna Magdeburg den Meister-Titel der zweiten Spielklasse im Gau. Eine schon bemerkenswerte und außergewöhnliche Leistung, die für Beharrlichkeit, Spielstärke und Kontinuität steht. Obwohl der Verein danach im dritten Anlauf den Gauliga-Aufstieg zum zweiten Mal verpasste und der Erfolg von 1938, auch als einziger diesbezüglich in den Historien-Annalen verewigt blieb. Guter Vizemeister wurde der OSC 1910 Oschersleben, der damit seine beste Platzierung in der Vereinsgeschichte auf seine Habenseite brachte. Auch Co.-Aufsteiger SV Bernburg 07 verzeichnete mit Platz fünf eine hoch anzuerkennende Leistung. Wieder nahmen drei Magdeburger Vereine am Spielbetrieb teil. In den sauren Apfel des Abstiegs mussten so schließlich die Otterslebener und die Thalenser beißen. Für beide reichte es nicht. Als Neulinge qualifizierten sich dann in der Relegationsrunde zum ersten Mal Germania 03 Köthen und zum wiederholten Male der SC 1900 Magdeburg, als fast schon typische Fahrstuhl-Mannschaft der Liga.
Die Runde wurde wiederum nur mit drei Vereinen gespielt (weil der FC Viktoria 09 Stendal erneut verzichtete), von denen, wie normalerweise üblich, dann zwei den Weg nach oben fanden.

## Abschlusstabelle
Tabellen, Zahlen & Resultate – sind aus den im Unterpunkt Quellen notierten Zeitungen entnommen.
Gespielte Spiele: 90 / Erzielte Tore: 545
 
(9. Spielzeit, (3.Kriegsmeisterschaft) – Saison-Beginn: 31.08.1941)
| Pl. | Verein                     | Sp. | Tore  | Quote | Punkte |
| --- | -------------------------- | --- | ----- | ----- | ------ |
| 01. | FV Fortuna Magdeburg       | 18  | 64:36 | 1,78  | 28:80  |
| 02. | SC 1910 Oschersleben       | 18  | 77:41 | 1,87  | 26:10  |
| 03. | SV 09 Staßfurt             | 18  | 57:55 | 1,03  | 19:17  |
| 04. | FC Preußen 02 Burg (N)     | 18  | 56:45 | 1,24  | 18:18  |
| 05. | SV 07 Bernburg (N)         | 18  | 64:53 | 1,20  | 18:18  |
| 06. | VfL Viktoria-Neustadt 1860 | 18  | 61:51 | 1,19  | 16:20  |
| 07. | MSC Preußen 99             | 18  | 35:71 | 0,49  | 16:20  |
| 08. | SV Wacker Bernburg         | 18  | 45:66 | 0,68  | 15:21  |
| 09. | VfB Groß-Ottersleben       | 18  | 38:62 | 0,61  | 14:22  |
| 10. | SpVgg 04 Thale (N)         | 18  | 48:65 | 0,74  | 10:26  |

- Anmerkung: Die Spiele: (1) Staßfurt vs.Ottersleben und  (2) Bernburg 07 vs.Thale, wurden jeweils mit 0:0 Toren und 2:0 für die Gastgeber gewertet, weil die Gäste in beiden Fällen nicht antraten.
 Das Spiel: (3) Ottersleben vs. Burg 0:2, wurde mit 0:0 Toren und 2:0 Punkten für die Gastgeber gewertet, weil Burg einen nicht spielberechtigten Spieler einsetzte. 
 Das Spiel: (4) V.-Neustadt vs.Ottersleben 6:0, wurde letztlich ebenso gewertet, weil dem Protest der Neustädter aus Magdeburg im Nachhinein stattgegeben wurde, die ebenso einen nicht spielberechtigten Spieler zum Einsatz gebracht haben sollen, was sich dann aber sport-gerichtlich bewertet, nicht bestätigte.

| (N) | Aufsteiger aus den 2. Klassen |

(bei Punktgleichheit entschied in allen Klassen und Runden jeweils der Torquotient über die Tabellen-Platzierung)

## Aufstiegsrunde
In der Aufstiegsrunde spielten die vier Gewinner der einzelnen 1. Kreisklassen um die beiden Aufstiegsplätze zur 1. Klasse Magdeburg-Anhalt 1941/42.
Gespielte Spiele:   6 / Erzielte Tore: 23 / Ausspielung: 21.06. – 26.07.1942
| Pl. | Verein                                         | Sp. | Tore  | Quote | Punkte |
| --- | ---------------------------------------------- | --- | ----- | ----- | ------ |
| 1.  | Germania 03 Köthen (Sieger 2. Klasse Anhalt)   | 4   | 11:80 | 1,37  | 5:3    |
| 2.  | SC Magdeburg 1900 (Sieger 2. Klasse Magdeburg) | 4   | 7:7   | 3,00  | 4:4    |
| 3.  | SV 1913 Aschersleben (Sieger 2. Klasse Harz)   | 4   | 5:8   | 0,33  | 3:5    |

Germania 03 Köthen – Meister der 2. Klasse plus Aufstieg 1941/42

- Altmark-Vertreter FC Viktoria Stendal verzichtete wiederum auf die Teilnahme.